# Anglais en Suisse
En Suisse, l'anglais est, avec l'allemand, le français et l'italien, une des principales langues parlées dans la vie active. Il est enseigné dès l'école primaire et utilisé également dans l'enseignement supérieur.
En 2016, l'anglais est la langue principale pour 5,1 % de la population du pays. L'anglais est donc la 4e langue la plus parlée en Suisse derrière l'allemand, le français et l'italien. En 2000, 4 % le parlent dans le cercle familial et 11 à 23 %, selon les régions linguistiques, l'utilisent dans un cadre professionnel. L'anglais est utilisé pour communiquer avec des anglophones, mais également pour communiquer entre des Suisses de langue maternelle différente. C'est un anglais britannique standard, influencé par l'omniprésence d'autres langues [réf. nécessaire].

## L'anglais et les langues nationales
En Suisse, 65 % de la population a comme langue principale l'allemand, 20 % le français, 6 % l'italien, et une petite minorité parle le romanche. En moyenne, un adulte parle deux langues étrangères : une autre langue nationale et l'anglais. Par ailleurs, plus de la moitié des habitants ne sont pas polyglottes et jugent leur connaissance des langues autre que celle de leur région d'« insuffisantes ». L'anglais, en Suisse n'est pas une langue d'immigration[réf. nécessaire] mais une langue planétaire,. Il est souvent décrit comme plus simple à apprendre que les langues nationales et il est alors utilisé dans certains cas, « à défaut d'une autre langue », pour communiquer entre différentes communautés linguistiques; Mercedes Durham estime ainsi: « English can be considered a default language in Switzerland. ». Selon une thèse défendue en 2007, l'anglais offre l'avantage de ne pas favoriser une communauté aux dépens de l'autre et permet de contourner les difficultés d'apprentissage liées à la diglossie du suisse-allemand – la langue majoritaire du pays.

## Domaines d'utilisation
Jusqu'en 1950, l'anglais était utilisé en Suisse principalement avec les habitants des pays anglo-saxons – avant tout britanniques, puis son usage a radicalement changé. L'usage de l'anglais entre Suisses – depuis 1960 – est ressenti comme une menace pour le paysage linguistique de ce pays. Il pourrait devenir une langue instrumentale, ce qui aurait des effets néfastes sur les traditions linguistiques essentiellement tournées sur les langues nationales.
D'un côté, l'usage de l'anglais en Suisse est comparable à celui fait au Japon, en Iran et d'une façon générale en Europe : une langue secondaire, considérée comme un « atout », enseignée à l'école, et principalement utilisée dans un contexte international – commerce et tourisme. D'un autre côté, l'anglais est utilisé comme langue véhiculaire pour des communications intra-nationales, comme c'est le cas en Inde.
Selon le recensement de 2000, 23 % de la population alémanique, 17 % de la population francophone, et 11 % de la population italophone utilisent l'anglais au travail, en augmentation par rapport à 1990. Le pourcentage est plus élevé dans les régions citadines tels que les cantons de Genève et de Zurich et plus faible dans les régions de campagne telles que le canton du Jura. Il varie fortement en fonction des domaines d'activités, avec – pour la Suisse alémanique – environ 4 % dans les secteurs de l'agriculture, la sylviculture et la construction et plus de 30 % dans les secteurs de la technique, de l'informatique, du commerce, des transports, des banques et du management. Il existe une demande d'intensifier son enseignement.
L'anglais est utilisé dans le cadre familial par 4 % de la population, en majorité n'ayant pas la nationalité suisse.
L'anglais est également utilisé dans l'enseignement, principalement dans les hautes écoles - université et haute école spécialisée. En 2000, 6 % des élèves d'école primaire et 40 % des élèves de l'université ont suivi des cours donnés en anglais, parmi lesquels des cours de langue mais aussi d'autres formations. Au total près de 100 cursus de master entièrement en anglais sont enseignés par des universités de Suisse.

## Enseignement
Selon la constitution suisse, « Les cantons déterminent leurs langues officielles », « prennent en considération les minorités linguistiques autochtones » et « encouragent la compréhension et les échanges entre les communautés linguistiques ». L'école publique de chaque canton enseigne la langue locale, ainsi qu'une deuxième, voire une troisième langue. La plupart des cantons alémaniques enseignent le français comme deuxième langue, tandis que l'allemand est la deuxième langue enseignée dans tous les cantons francophones ainsi que le Tessin (canton italophone).
« Les jeunes préfèrent apprendre l'anglais » ; c'est ce qui ressort d'un examen, sous forme de questionnaire, réalisé en 1985 auprès des recrues au sujet de l'enseignement des langues et de leur intensité. D'une manière générale les Suisses auto-évaluent leurs connaissances d'anglais meilleures que les langues nationales alors que l’anglais est moins enseigné à l’école. L'hypothèse relevée par Murphey est qu'ils se sentent plus compétents que ce qu'on peut attendre de leur formation, en raison du fait que certaines stations radio locales en Suisse diffusent entre 75 % et 90 % de chansons dans cette langue.
Depuis 2004, le canton de Zurich, le plus peuplé des cantons germanophones, enseigne l'anglais au lieu du français comme deuxième langue. La décision du canton de Zurich a suscité des réactions négatives dans le débat politique, en particulier dans les régions francophones et italophones, qui reprochent au gouvernement cantonal de « faire cavalier seul ». En 2007, le département de l'instruction publique a décidé d'avancer et d'intensifier les formations en langues durant l'école primaire dans les cantons francophones et de ne plus traiter l'anglais comme étant « une branche à part ».

## Cadre professionnel et familial
Les compétences en langues sont perçues comme un atout décisif tout particulièrement dans les secteurs du transport, du tourisme, du commerce, de la banque, de l'informatique et de la gestion d'entreprise. Une bonne connaissance de l'anglais est considérée comme un atout, et donne lieu à des rémunérations plus élevées, au même titre que la connaissance du français dans les régions alémaniques ou la connaissance de l'allemand dans les régions francophones du pays.
La branche suisse de l'IFMSA utilise l'anglais dans ses communications intra-nationales, aussi bien par oral lors de réunions, que par écrit, principalement par courriel. Lors de réunions, il n'est pas rare que les discussions basculent en allemand ou en français, parfois dans la même phrase « Also ich habe die das Spiel organisiert und der, et pour ça il y a eu quelques problèmes because I have now three people to present to you ».
L'utilisation de l'anglais dans cette association est facultative, et utilisée dans le but d'améliorer les communications entre les membres – dont les langues maternelles diffèrent : l'utilisation par un des membres de sa langue maternelle l'amène souvent à utiliser des formulations riches, soutenues et difficilement compréhensibles par les autres tandis que l'anglais l'amène à formuler des phrases d'une manière plus simple et plus largement comprise.
Dans les Chemins de fer fédéraux suisses, les connaissances en anglais du personnel sont jugées importantes, voire déterminantes, tout particulièrement pour les activités en contact direct avec les clients, tels que dans les guichets, les agences de voyages ou à l'intérieur des trains. L'anglais est également parfois utilisé comme langue véhiculaire dans les bureaux de renseignement ainsi que pour des communications entre employés de langues maternelles différentes.

## Dans les médias
En Suisse, les anglicismes et les slogans en anglais sont d'usage dans la publicité en français et en allemand ainsi que la musique, les films et les graffitis. Ceci ne concerne pas uniquement des produits d'origine anglo-saxonne, mais également des produits locaux tels que les montres. Ce phénomène est plus ou moins apprécié par la population en fonction de l'âge et du niveau de formation. Les personnes de plus de 60 ans, ayant des connaissances limitées en anglais, se montrent critiques, alors que les moins de 20 ans y sont plus favorables, les jeunes suisses alémaniques considérant souvent ces mots anglais intégrées dans l’allemand.

## L'anglais de Suisse - «Swissglish»
La variante de base de l'anglais en Suisse est l'anglais standard. Les livres scolaires et les formations données par les écoles sont basées sur l'anglais britannique.
Si diverses publications font usage de l'anglais standard, d'autres font un usage peu ordinaire de la langue, voire « jouent » avec les langues, par exemple font des traductions mot-à-mot d'idiotismes du français.
Un travail de recherche en linguistique comparée réalisé en 2002 auprès d'institutions suisses qui utilisent l'anglais a relevé des divergences entre le discours usuel des pays anglophones et celui pratiqué en Suisse:
Les tournures de phrase utilisant who et which sont plus fréquentes dans l'anglais de Suisse que les tournures utilisant that, utilisées par les anglophones : « I've found someone who is willing to do the homepage ». Les tournures utilisant l'infinitif sont fréquentes, là où les anglophones utiliseraient le suffixe -ing, « I look forward to read your suggestions », la forme going to – qui indique le futur proche – est très peu utilisée en Suisse, pas même par les francophones, alors qu'il existe une traduction littérale en français « je vais aller ».
Le discours utilise de faux-amis empruntés à la langue maternelle du locuteur ou des tournures peu usuelles construites par traduction mot-à-mot d'une tournure d'une autre langue : « I please you to... » traduction littérale de l'italien « vi prego di... ». De telles tournures se retrouvent également dans le discours en anglais provenant d'autres pays non anglophones.
Le travail de recherche en question conclut que « l'anglais en Suisse n'est pour le moment en phase de créolisation, il est principalement influencé par la langue maternelle des locuteurs, toutefois le contact entre les groupes linguistiques a influencé l'usage et il pourrait l'influencer encore plus dans le futur ».